# 阿姆斯特丹 (小說)
《阿姆斯特丹》（Amsterdam）是英國小說家伊恩·麥克伊旺的小說，於1998年出版。

## 劇情
故事開始於莫莉的葬禮，莫莉與外交大臣加莫尼有瓜葛，之後嫁給庸俗但富有的喬治。
克萊夫·林利和弗農·哈樂戴在莫莉的葬禮上相遇，克萊夫是有名的作曲家，弗農是報社主編。他們與莫莉都有親密關係，對莫莉死前遭受的痛苦深感痛惜，於是他們達成協議：如果對方不能有尊嚴的活下去時，對方可以隨時結束他的生命。
克萊夫必須完成《千禧年交響樂》，才能在阿姆斯特丹進行首次公演；弗農必須在是否刊登加莫尼的變態照片問題上作出抉擇。克萊夫·林利和弗農·哈樂戴必須在藝術、政治責任或經濟能力之間做出選擇，因此引發一場衝突。

## 榮譽
《阿姆斯特丹》獲得布克獎。